# Boucagnères
Boucagnères (gaskognisch Bocanhera) ist eine französische Gemeinde mit 205 Einwohnern (Stand 1. Januar 2022) im Département Gers in der Region Okzitanien; sie gehört zum Arrondissement Mirande. Seine Bewohner nennen sich Boucagnérois/Boucagnéroises.

## Geografie
Boucagnères liegt rund zehn Kilometer südsüdöstlich der Stadt Auch im Süden des Départements Gers. Der Gers durchquert Boucagnères von Süd nach Nord. Die Gemeinde besteht aus dem Dorf Boucagnères, mehreren Häusergruppen sowie Einzelgehöften. Durch die Gemeinde führt die Straße D929.

## Geschichte
Der Ort entstand im Mittelalter rund um eine Mühle, die bis heute erhalten ist und noch bis in die 1960er Jahre betrieben wurde. Im Jahr 1158 wurde ein Herr von Bocaiera im Urkundenbuch von Gimont erwähnt. Im Mittelalter lag der Ort in der Grafschaft Astarac, die ein Teil der Provinz Gascogne war. Alle Ortsteile gehörten von 1793 bis 1801 zum District Auch, zudem waren Boucagnères und Montarrabé von 1793 bis 1801 ein Teil des Kantons Seissan, während Gramont dem Kanton Auch zugeteilt war. Von 1801 bis 1824 lagen Boucagnères und Gramont im Kanton Auch-Sud, der heutige Ortsteil Montarrabé dagegen im Kanton Saramon. Ab 1824 gehörten alle drei Ortsteile zum Kanton Auch-Sud und von 1973 bis 2015 im Wahlkreis (Kanton) Auch-Sud-Est-Seissan. Das gesamte Gemeindegebiet ist seit 1801 dem Arrondissement Auch zugeteilt. Im Jahr 1824 wurden die bis dahin selbständigen Gemeinde Gramont (1821: 38 Einwohner) und Montarrabé (heute Montarabé; 1821: 56 Einwohner) in die Gemeinde Boucagnères eingegliedert.

### Bevölkerungsentwicklung
| Jahr                       | 1962 | 1968 | 1975 | 1982 | 1990 | 1999 | 2006 | 2020 |
| Einwohner                  | 101  | 107  | 91   | 125  | 142  | 141  | 135  | 215  |
| Quellen: Cassini und INSEE |      |      |      |      |      |      |      |      |

## Sehenswürdigkeiten
- Schloss aus dem 12. Jahrhundert (mit Erweiterungen aus dem 16. Jahrhundert) und Kapelle Saint-Laurent in Petit-Gramont (Privatbesitz)
- Kirche Saint-Germier aus dem 18. Jahrhundert mit Altar[1]
- Denkmal für die Gefallenen[2]
- zahlreiche Wegkreuze
- alte Wassermühle
- mittelalterlicher Schlossturm, später als Taubenschlag genutzt

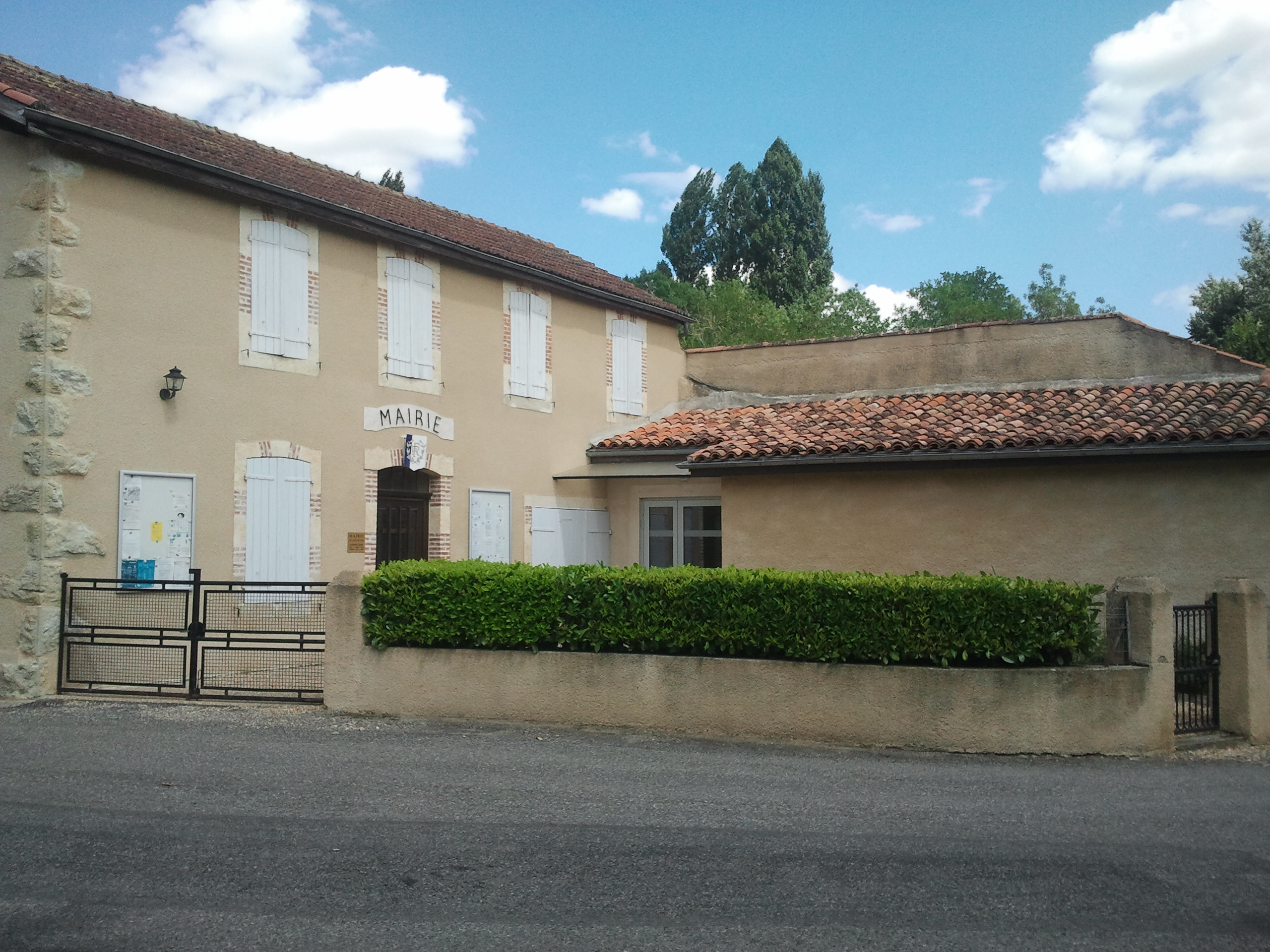
Rathaus (Mairie) von Boucagnères
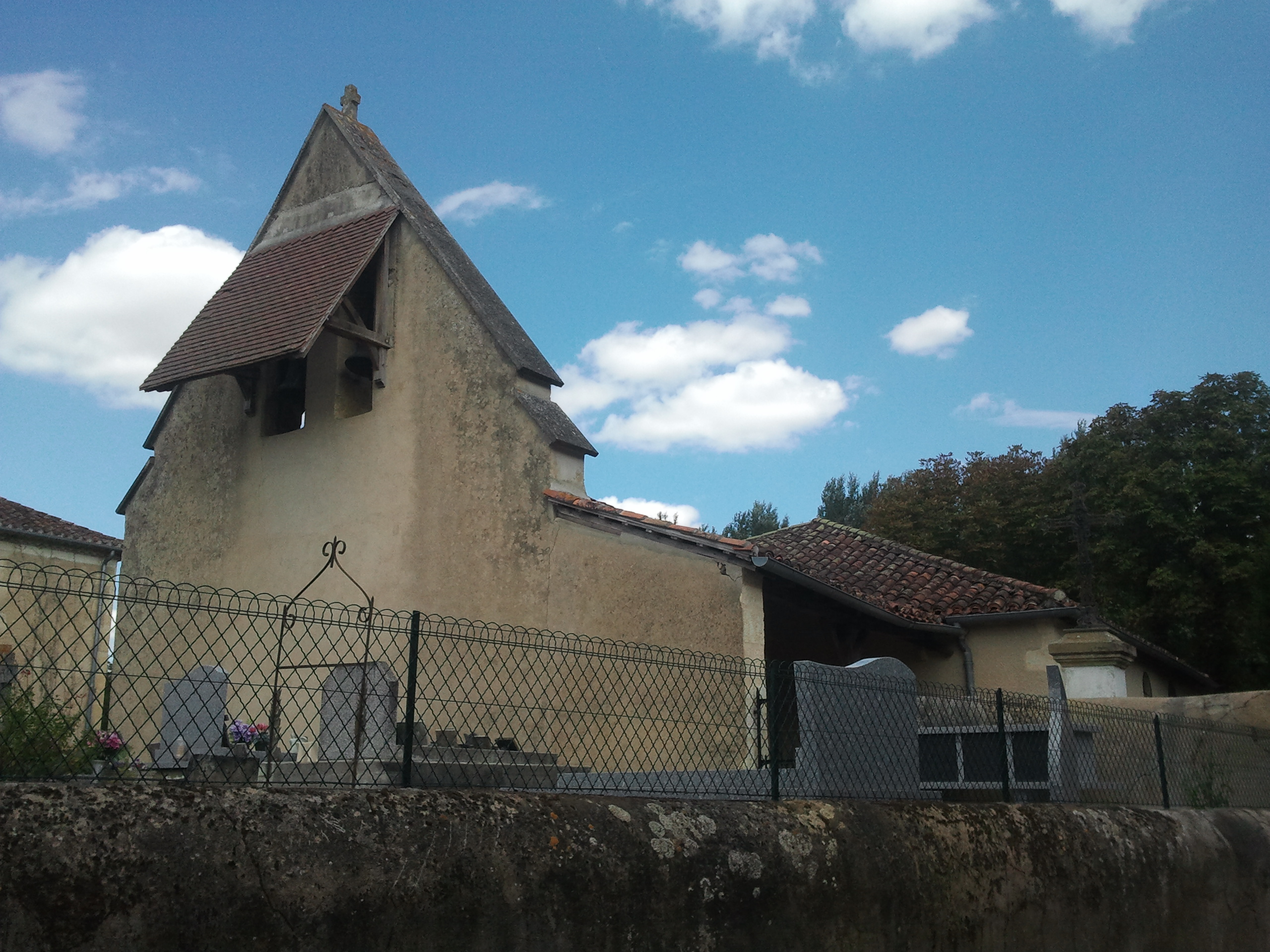
Kirche Saint-Germier
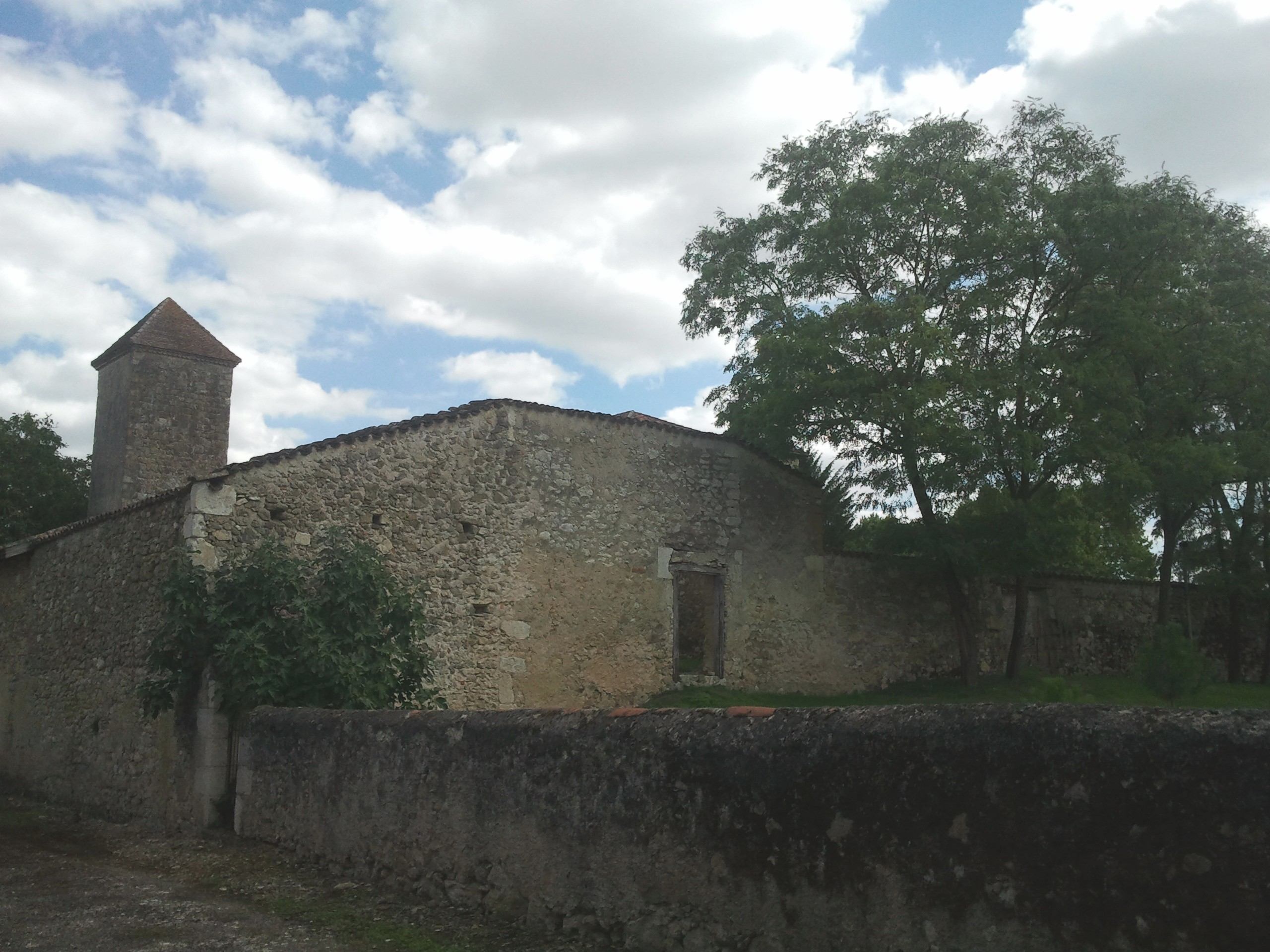
Ehemaliges Schloss von Boucagnères - Mauern und Turm
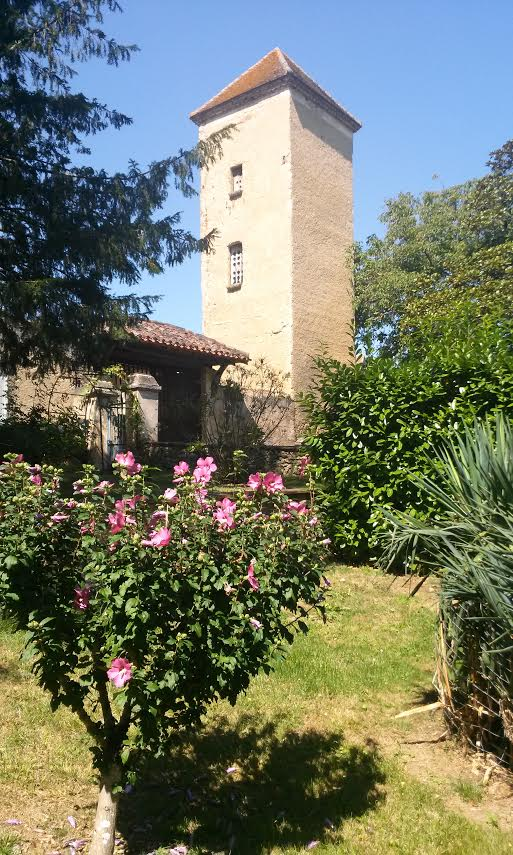
Ehemaliger Schlossturm und Taubenschlag
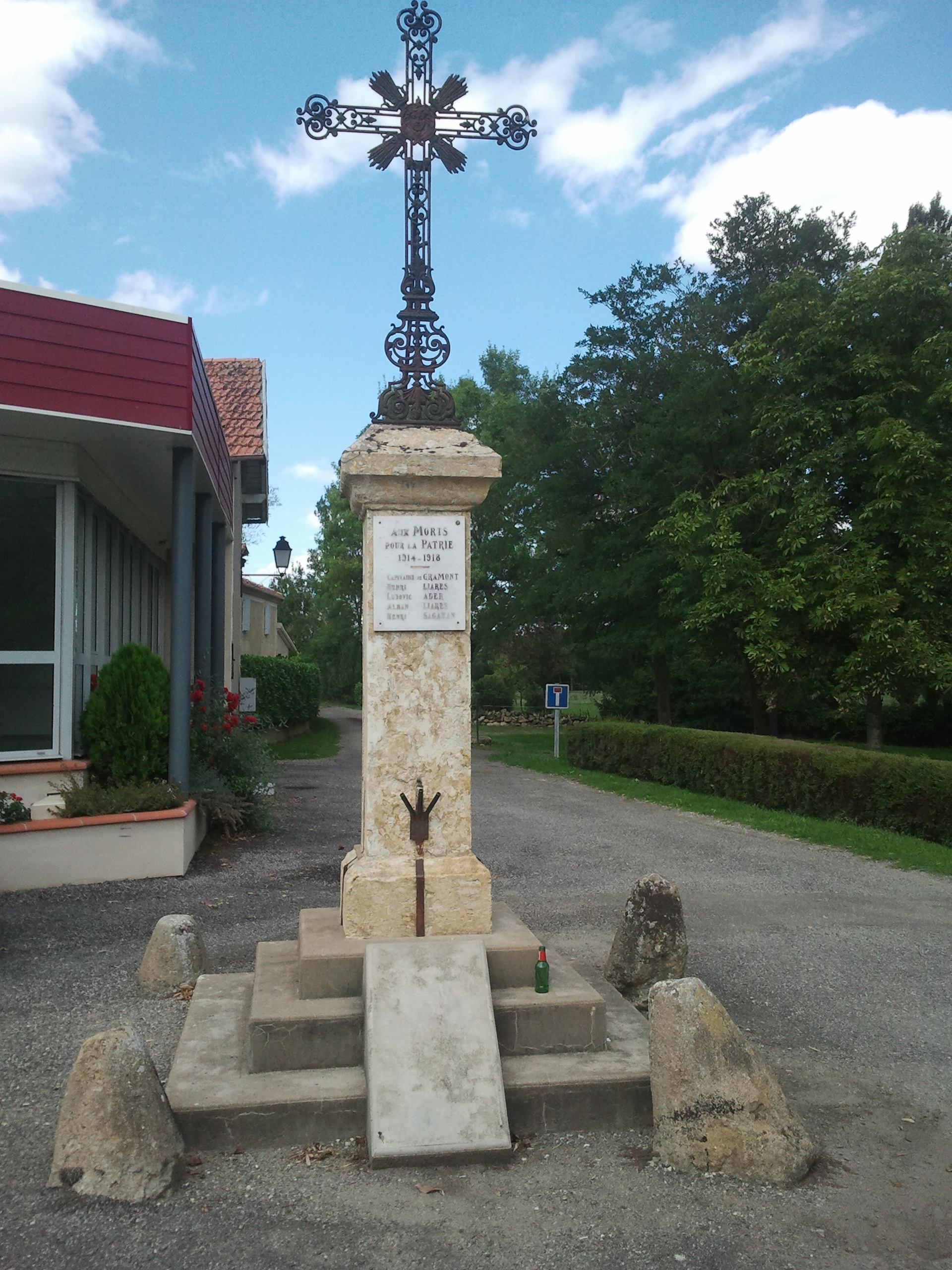
Denkmal für die Gefallenen
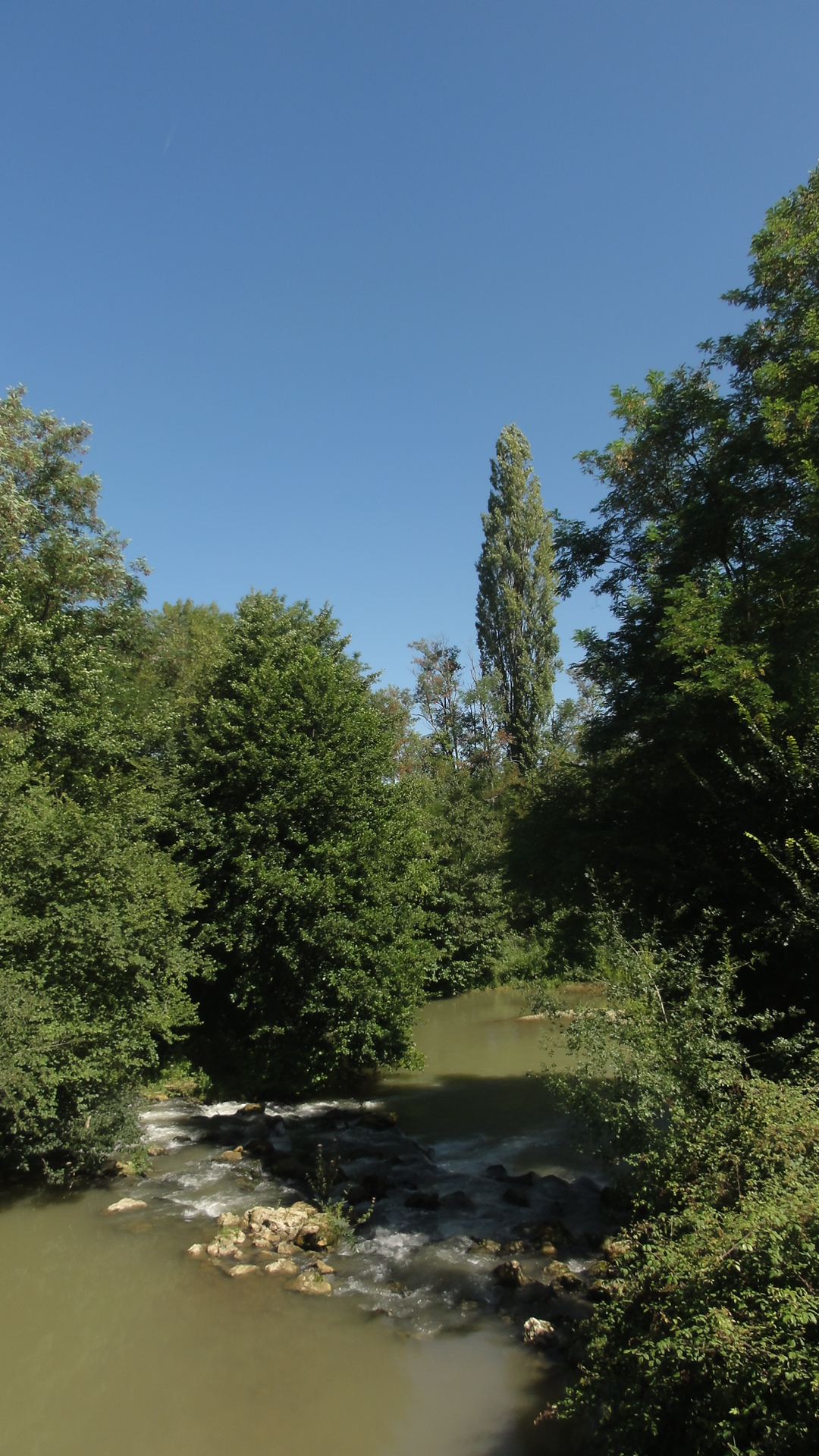
Der Gers bei Boucagnères